# Тунгуз
Тунгуз — железнодорожный разъезд в Похвистневском районе Самарской области в составе сельского поселения Малый Толкай.

## География
Находится у железнодорожной линии Самара-Уфа на левобережье реки Большой Кинель на расстоянии примерно 33 километра по прямой на западо-юго-запад от районного центра города Похвистнево.

## Население
Постоянное население составляло 0 человек в 2002 году, 10 в 2010 году.